# 愛美娜

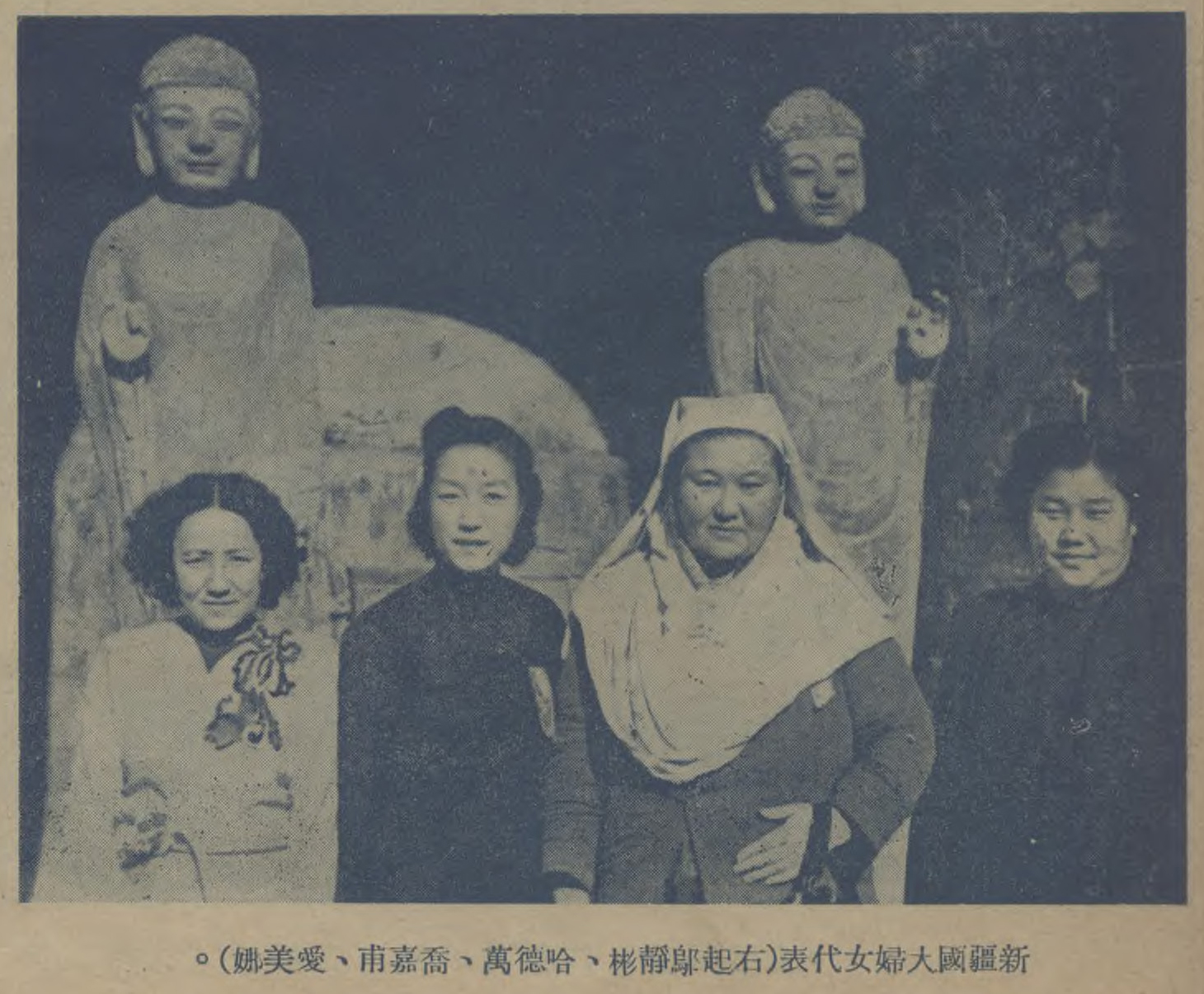
新疆國大婦女代表愛美娜、喬嘉甫、哈德萬、烏靜彬

愛美娜（1920年—？年），維族，新疆和闐人，曾任制憲國民大會代表，民國37年（1948年）在新疆省選區當選第一屆立法委員。為曾任新疆省政府副主席穆罕默德·伊敏之妻。

1947年出版的《國民大會實錄》（制憲）中的爱美娜 肖像

## 生平
- 新疆省婦女會副主委[4]
- 制憲國民大會代表
- 民國卅七年（1948年），當選新疆省立法委員，出席立法院第1屆第1會期內政及地方自治委員會、外交委員會、邊政委員會
- 民國四十四年（1955年）10月20日，因隨同其夫取得土耳其國籍，辭立法委員[5][6]

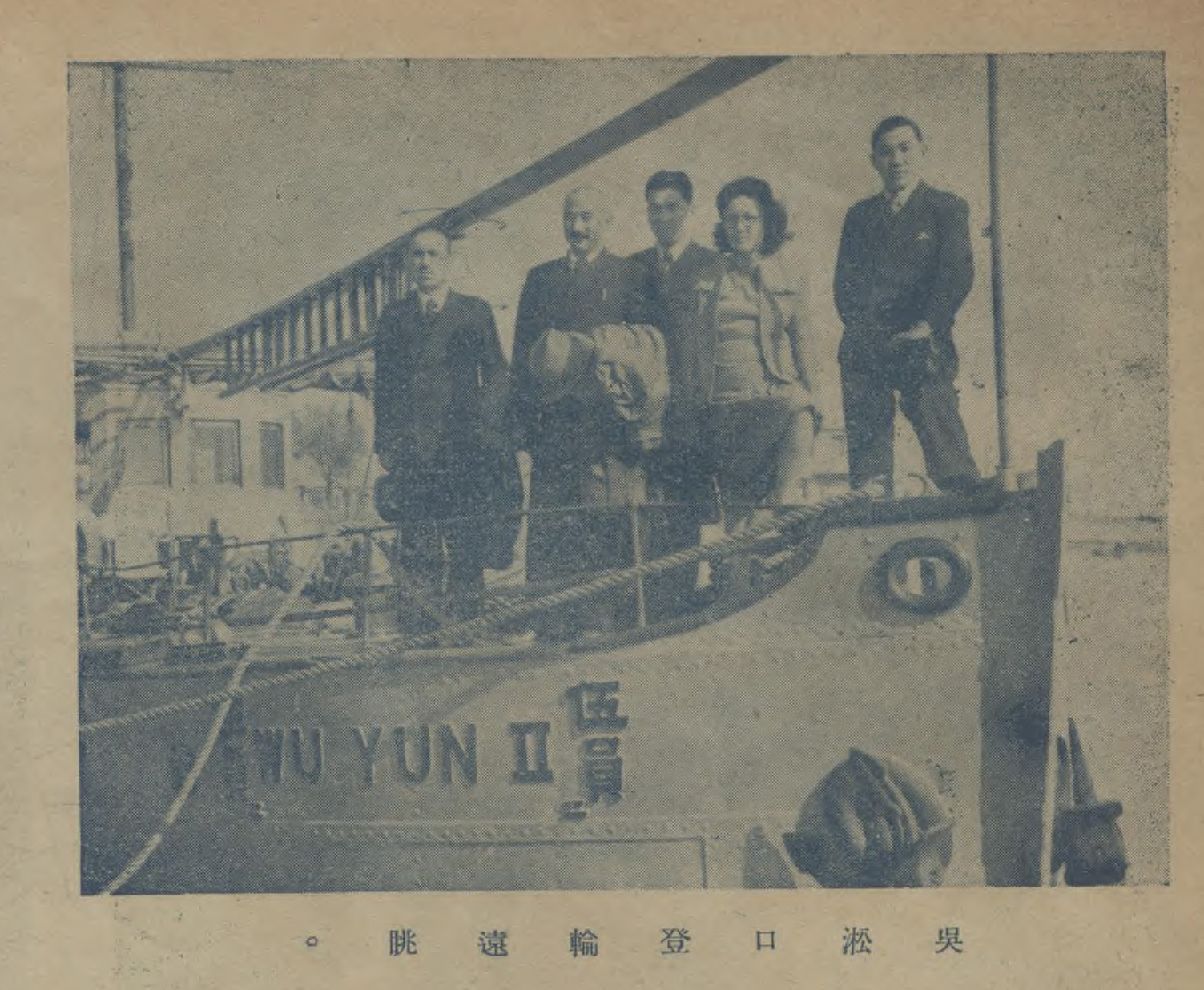
在吳淞口登輪遠眺

- 晚年境況與卒年不詳。